# Kostel svatého Václava (Bukovník)
Kostel svatého Václava je pozdně románský kostel v šumavském podhůří v Bukovníku. Poprvé je, podle pamětní knihy obce, připomínán v roce 1240. Stojí v nadmořské výšce 615 metrů. Přístupný je příležitostně. Obec Bukovník se nachází východně od Sušice v okrese Klatovy v Plzeňském kraji.

## Popis
Kostel byl vybudován vladykou Dobeczem (Dobiášem – Tobiášem) z Bukovníka, který je jmenován v listině Přemysla Otakara II. z roku 1251 (farní kronika kostela). Ten si zároveň při kostele vystavěl své sídlo – tvrz, kterou propojil s věží kostela pavlačí na tribunu (kruchtu), takže zděný kostel mohl být v době ohrožení dřevěné tvrze útočištěm jejích obyvatel. Nejstarší částí stavby je jižní portál, polokruhovitá apsida s konchou a dvojité okénko na severní straně. Farním kostelem se stal v roce 1360. V průběhu dalšího staletí byl několikrát upraven a rozšířen. Nyní má kostel pozdně barokní úpravu exteriérů i interiérů. Chór byl přistavěn kolem roku 1300. V první polovině 14. století došlo k rozšíření kostela. Při gotické přestavbě byl kostel rozšířen o presbytář s žebrovými klenbami, gotickým sanktuářem a sedilem (v kostele nebo středověkém domě výklenek se sedadlem). Kostel byl upraven roku 1722. V 18. století byl kostel uvnitř restaurován, 1855 pak zvenku, a ještě před první světovou válkou opatřen novou malbou. Je obklopený hřbitovem. Kostel, který je obklopen hřbitovem, je umístěn při severním okraji vesnice. Areál je obklopen zdí, ke které je přístup z hlavní silnice po její východní straně a rovněž z vedlejší cesty, která vede po obvodu kostelní zdi z jihozápadní strany. 
Východně od kostela stojí bývalá fara, v pozdně barokní podobě, s hospodářským zázemím. Je v soukromém vlastnictví.

### Rozvoj kostela
Původně kostel románský, později upravovaný, přesto se zachovalo několik míst, které připomínají dobu jeho vzniku, tedy druhou polovinu 12. století. Kostel byl původně vystavěn z lomového kamene jako jednolodní stavba téměř čtvercového tvaru, k níž byl připojen obdélníkový presbytář a odsazená apsida. V jihozápadním rohu se nachází mohutná čtvercová věž. Dobu jeho založení připomíná výrazně řešený vstupní portál při jižní stěně stavby. Jedná se o mohutné žulové ostění vsazené do zdiva. Tímto vstupem se dostáváme do obdélného jednolodí. Na východě je loď otevřena širokým, půlkruhově ukončeným vítězným obloukem, který dělí loď od presbytáře.
V roce 1690 byl upraven v barokním slohu, rozšířen o nový presbytář a kapli nejprve zasvěcenou svatému Josefu, později změněnou na kapli Panny Marie. Dalšími úpravami kostel prošel v 18. století, přibyla barokní okna lodi a přistavěna varhanní kruchta a jižní předsíň. Z té doby pochází i většina vnitřního zařízení.
Hřbitov byl umístěn původně na poli mimo obec, u kostela byl založen později a pozůstatky zesnulých byly na něj přeneseny.

## Stavební podoba
Jedná se o jednolodní orientovaný kostel s věží v ose západního průčelí. Na jižní straně se nachází předsíň a k východnímu chóru na severu přiléhá patrová sakristie. Průčelí lodi i chóru je opatřeno opěrnými pilíři. Okna jsou lomená s hlubokými ostěními s původními kružbami. Jižní lomený a bohatě profilovaný vstupní portál kryje předsíň. Hranolová věž je hladce omítaná a je opatřena úzkými okénky. Z boku ji kryje vykrajovaný štít kostela. Střechy jsou valbové a pultové, na věži je nízký stan. Interiér lodi je osvětlený dvěma okny a kryje jej kazetový strop s ornamentální malbou. V západní části je vložena sloupky podepřená dřevěná kruchta. Vítězný oblouk s lomenou archivoltou se otevírá do chóru, zaklenutého jedním polem křížové klenby a závěrem. Žebra jsou hrušková. V jižní zdi chóru je zachován profilovaný rám sedile, v severní sanktuář. Sakristie je přístupná sedlovým portálem, má valenou tunelovou klenbu s lunetami.

## Galerie

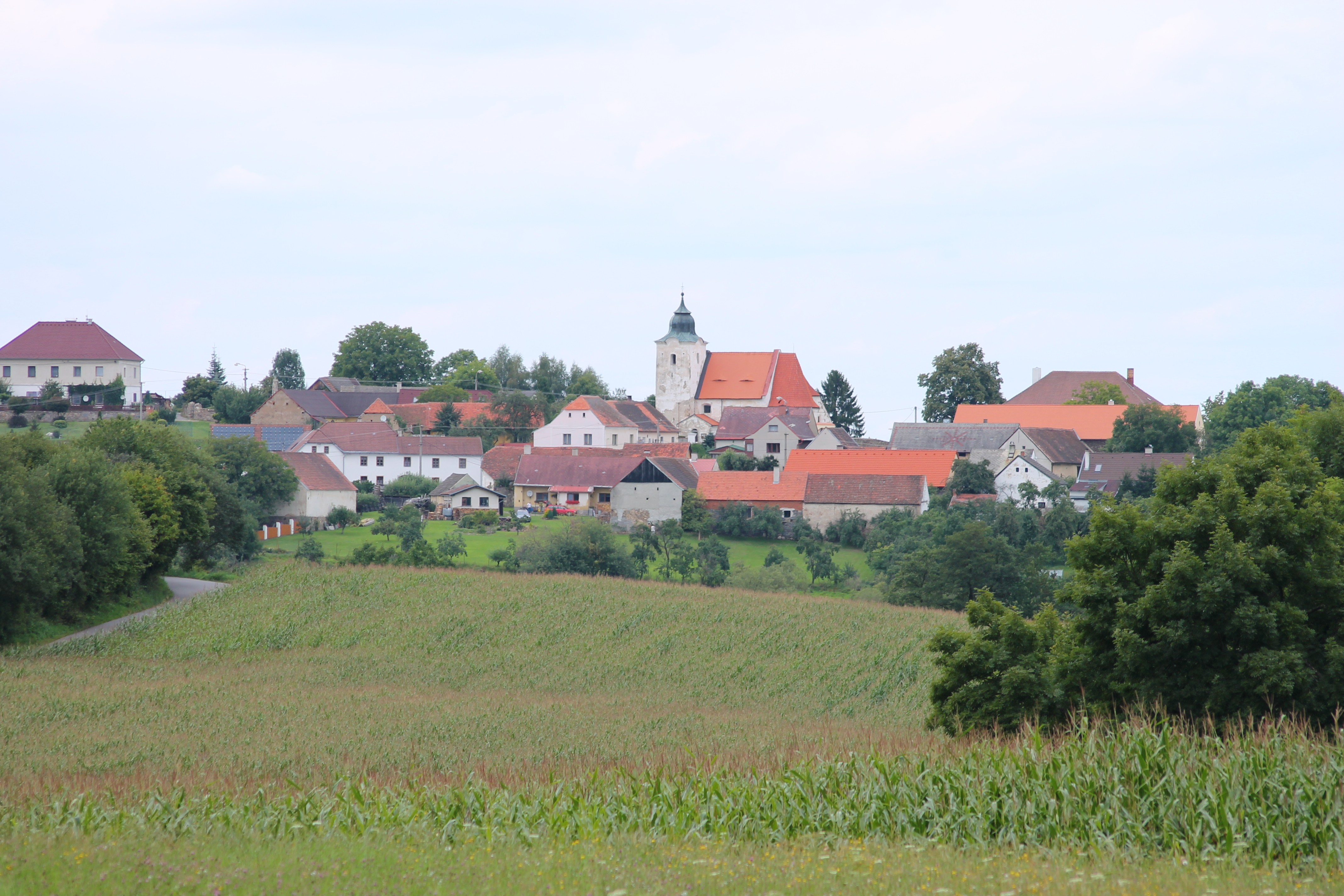
Kostel sv. Václava a ves od jihu
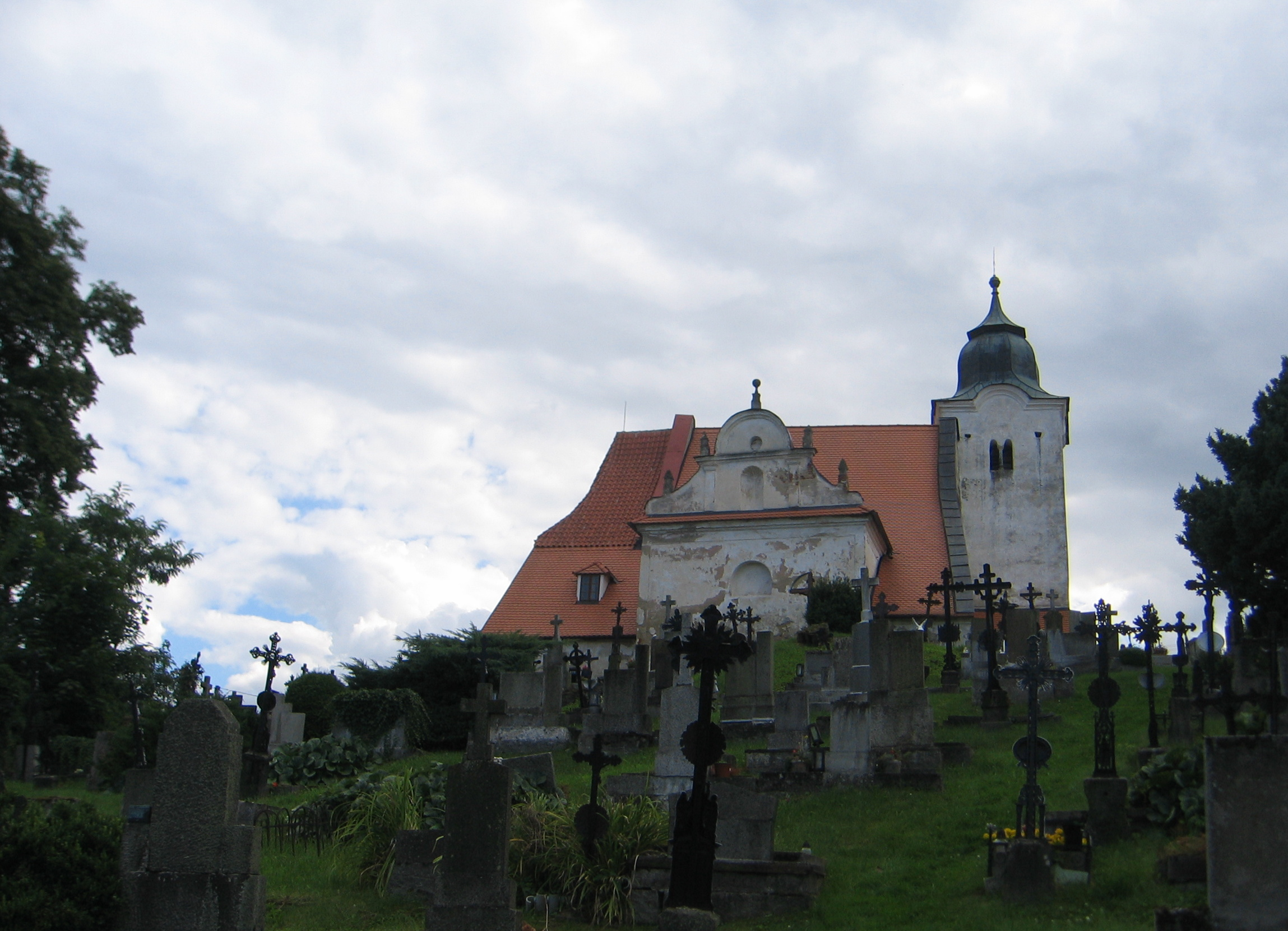
Kostel sv. Václava od severu
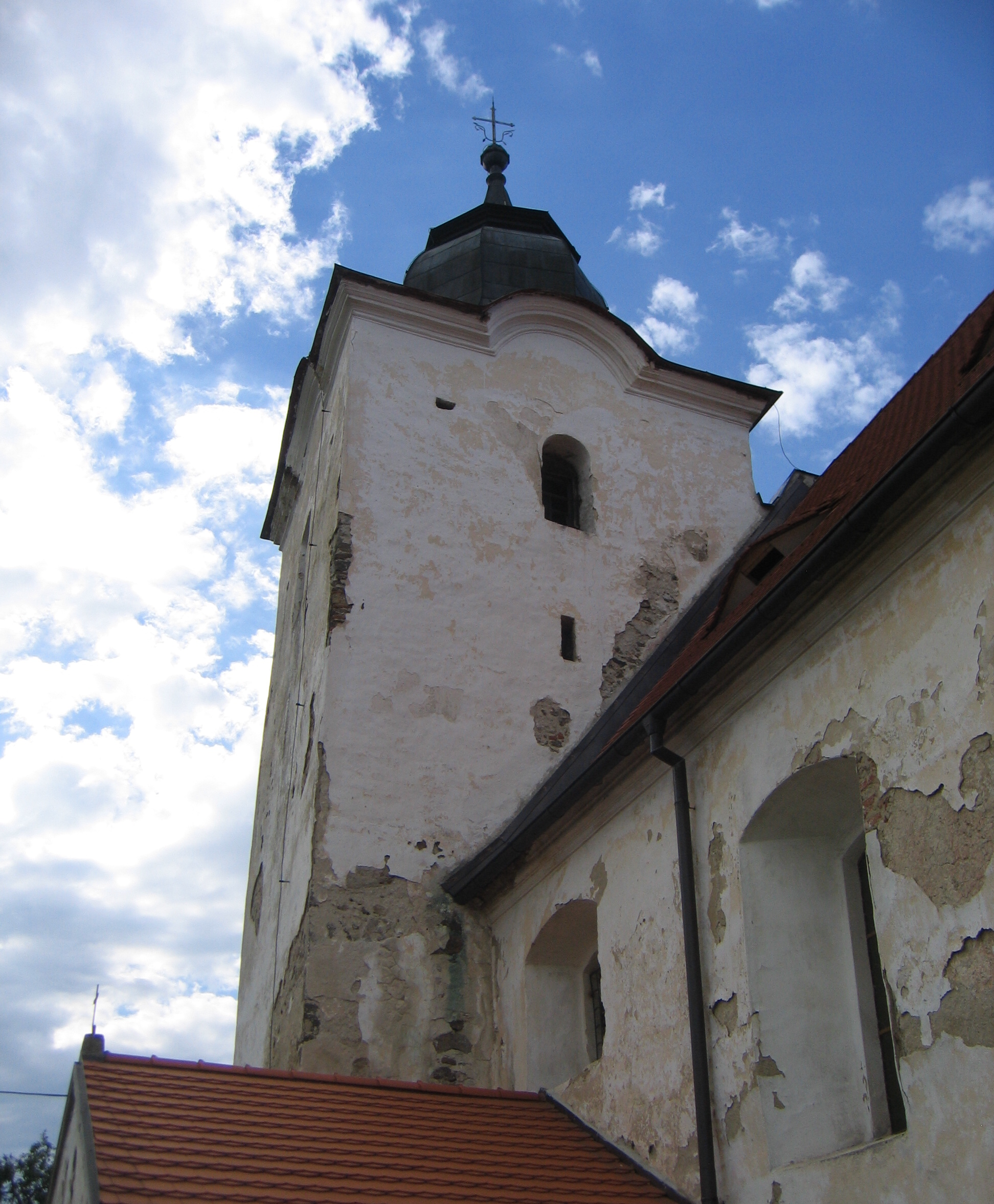
Kostel sv. Václava, věž od jihovýchodu
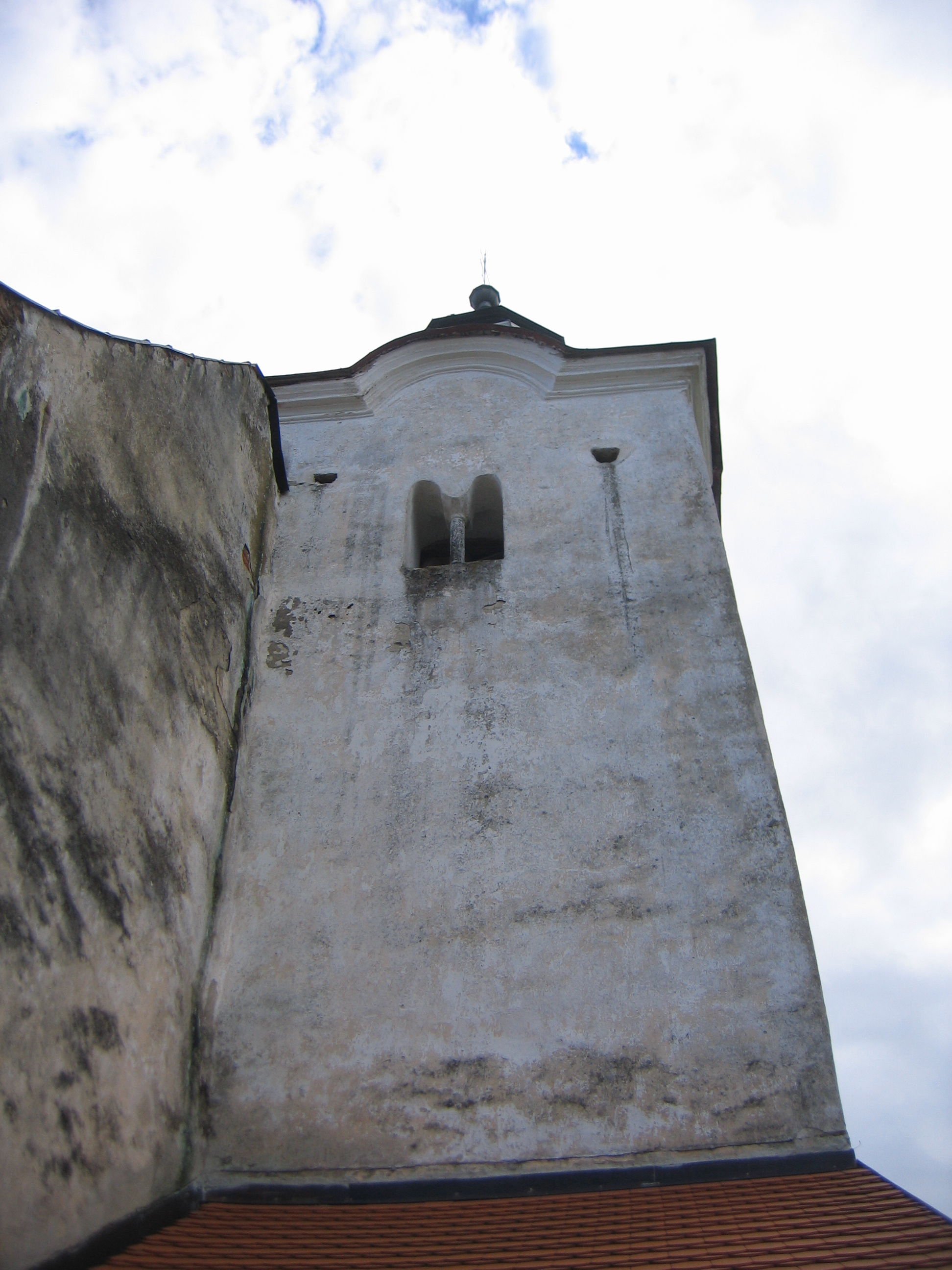
Věž kostela s dvojokénkem
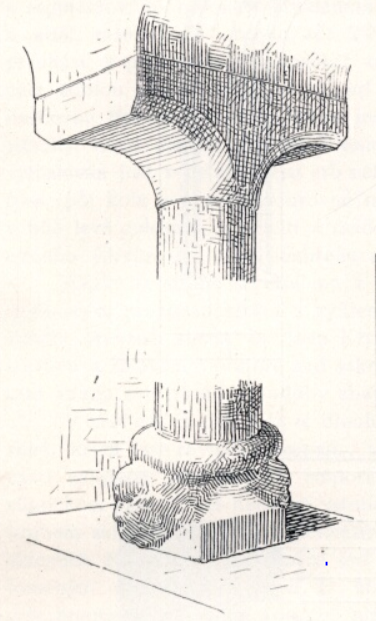
Sedlo a patka sloupku románského okna
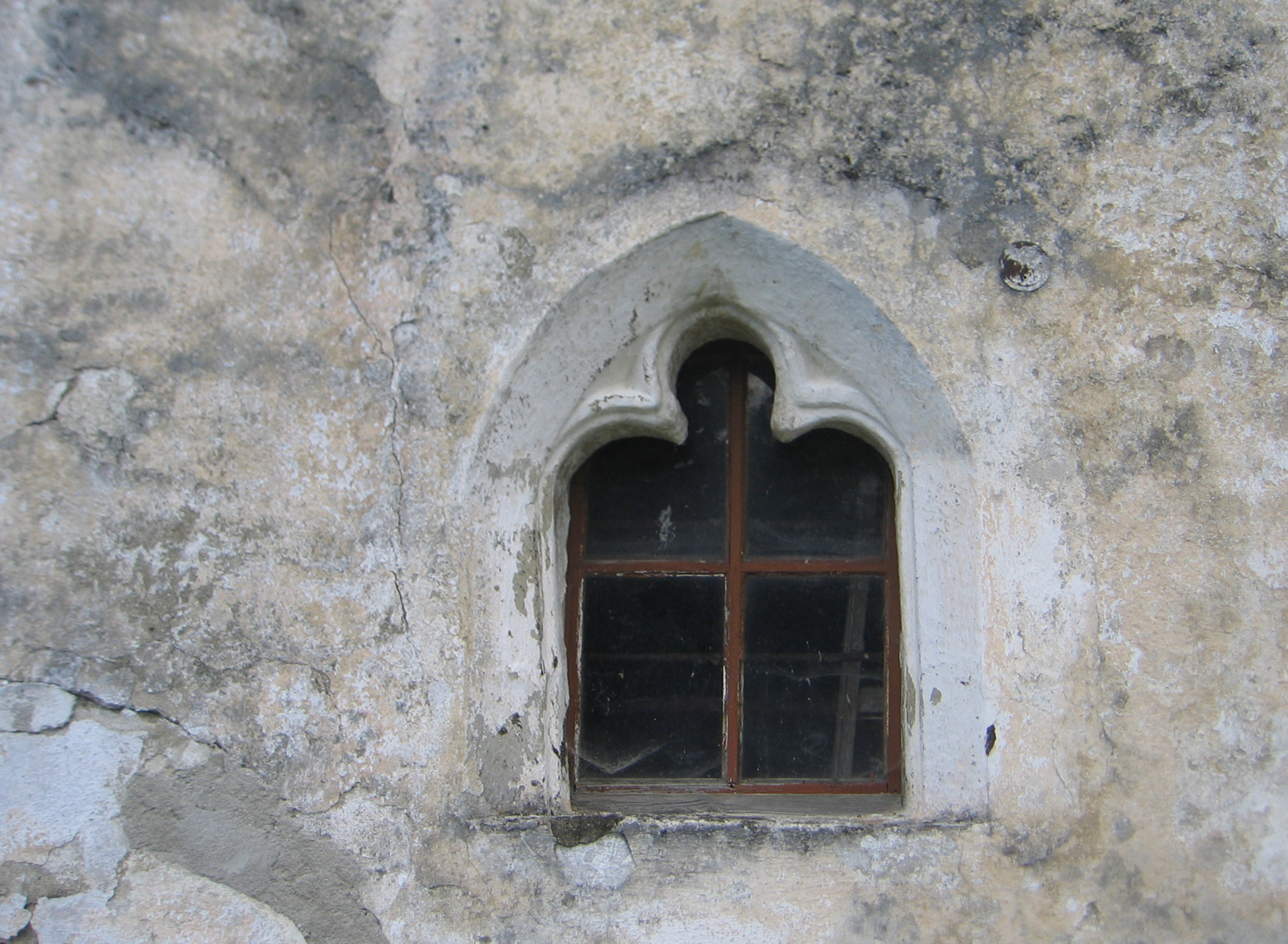
Gotické okno na západní straně kostela
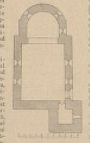
Původní půdorys kostela
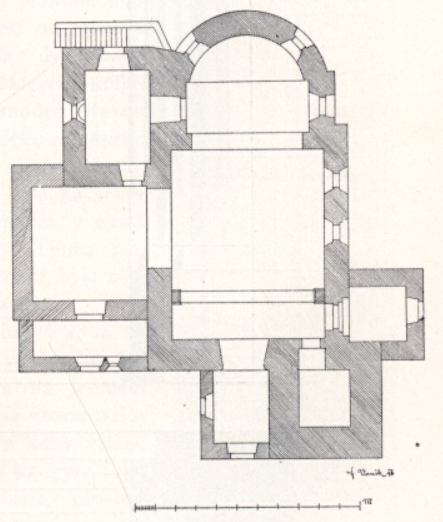
Půdorys kostela po rozšíření
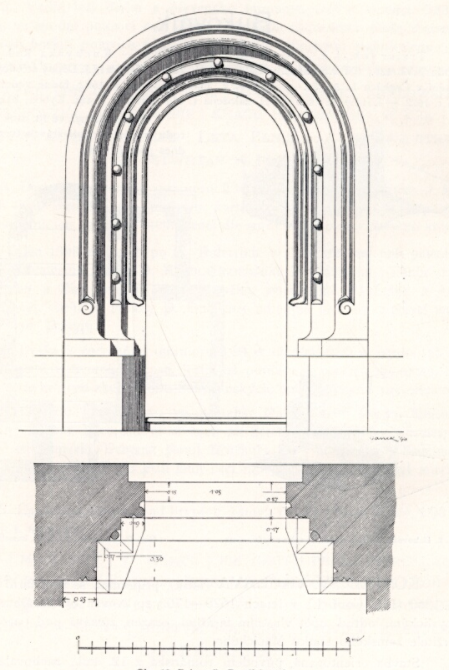
Portál kostela
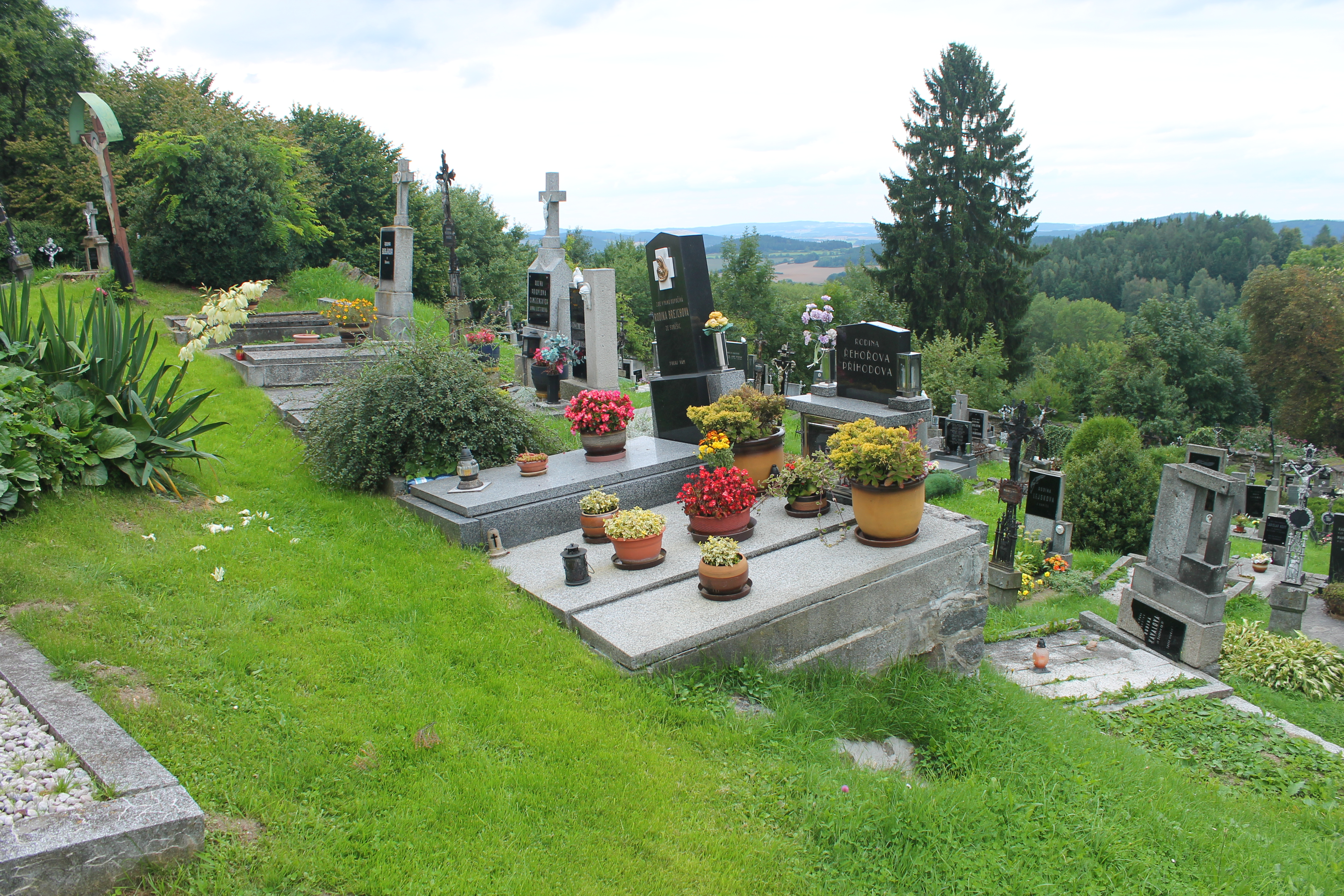
Hřbitov u kostela